# Ото II фон Ортенбург
Ото II фон Ортенбург (на немски: Otto II von Ortenburg; † сл. 1197 в Палестина) от баварския благороднически род Хиршберг е граф на Ортенбург в Каринтия.

## Биография
Той е син на граф Ото I фон Ортенбург и Лурнгау († 1147) и съпругата му Агнес фон Ауершперг († 1178). Внук е на граф Адалберт I фон Ортенбург († 1096) и Берта фон Дисен († 1096). Правнук е на Алтман граф при Фрайзинг († 1039/1047).
Брат е на Хайнрих I († 1192) и на сестра, омъжена за граф Бертхолд I фон Тирол († 1180).
Ото II фон Ортенбург умира сл. 1197 г. в кръстоносен поход в Палестина.

## Фамилия
Ото II фон Ортенбург се жени за Бригита фон Ортенбург († 1192/1197), дъщеря на граф Рапото I фон Ортенбург († 1186) и Елизабет фон Зулцбах († 1206), дъщеря на граф Гебхард III фон Зулцбах († 1188) и Матилда († 1183), дъщеря на баварския херцог Хайнрих IX. Те имат децата:
- деца фон Ортенбург († сл. 1197)
- Хайнрих II фон Ортенбург († сл. 1218), граф на Ортенбург
- Херман I фон Ортенбург († 19 май 1265), граф на Ортенбург, женен I. на 28 януари 1239 г. за Елизабет фон Хойнбург († пр. 1254), II. 1254 г. за графиня Еуфемия фон Плайн-Хардег († сл. 1 май 1292)
- Улрих фон Ортенбург († 14 септември 1253), епископ на Гурк в Каринтия
- Ото III Ортенбург († сл. 1239), граф на Ортенбург